# رودولف شیندلر (معمار)
 رودولف شیندلر (انگلیسی: Rudolph Schindler؛ ۱۰ سپتامبر ۱۸۸۷ – ۲۲ اوت ۱۹۵۳) یک معمار اهل اتریش بود.